# Amphoe Ban Phaeng
Amphoe Ban Phaeng (thailändisch อำเภอ บ้านแพง) ist ein Landkreis (Amphoe – Verwaltungs-Distrikt) im Norden der Provinz Nakhon Phanom. Die Provinz Nakhon Phanom liegt in der Nordostregion von Thailand, dem so genannten Isan.

## Geographie
Benachbarte Bezirke (von Südosten im Uhrzeigersinn): die Amphoe Tha Uthen, Si Songkhram und Na Thom der Provinz Nakhon Phanom sowie Amphoe Bueng Khong Long in der Provinz Nong Khai. Im Osten am anderen Ufer des Mekong liegt die Provinz Khammuan in Laos.

## Geschichte
Das Gebiet des heutigen Landkreises gehörte ursprünglich zum Fürstentum (Mueang) Chaiburi, heute Teil des Amphoe Tha Uthen.
Ban Phaeng wurde 1948 zunächst als „Zweigkreis“ (King Amphoe) eingerichtet, indem er von Tha Uthen abgetrennt wurde. 1952 wurde Ban Phaeng zum Amphoe heraufgestuft.
Im Jahr 1956 wurde der Sanitär-Bezirk (Sukhaphiban – สุขาภิบาล) Ban Phaeng eingerichtet, der 1999 zu einer Kleinstadt (Thesaban Tambon) heraufgestuft wurde.

## Verwaltung

### Provinzverwaltung
Der Landkreis Ban Phaeng ist in sechs Tambon („Unterbezirke“ oder „Gemeinden“) eingeteilt, die sich weiter in 75 Muban („Dörfer“) unterteilen.
| Nr. | Name       | Thai    | Muban | Einw. |
| --- | ---------- | ------- | ----- | ----- |
| 01. | Ban Phaeng | บ้านแพง  | 0-    | 9.289 |
| 02. | Phai Lom   | ไผ่ล้อม   | 08    | 3.301 |
| 03. | Phon Thong | โพนทอง  | 0-    | 5.473 |
| 04. | Nong Waeng | หนองแวง | 17    | 9.519 |
| 08. | Na Ngua    | นางัว    | 11    | 5.245 |
| 09. | Na Khe     | นาเข    | 06    | 2.237 |

Hinweis: Die Daten der Muban liegen zum Teil noch nicht vor.

### Lokalverwaltung
Es gibt eine Kommune mit „Kleinstadt“-Status (Thesaban Tambon) im Landkreis:
- Ban Phaeng (Thai: เทศบาลตำบลบ้านแพง) besteht aus Teilen des Tambon Ban Phaeng.

Außerdem gibt es fünf „Tambon-Verwaltungsorganisationen“ (องค์การบริหารส่วนตำบล – Tambon Administrative Organizations, TAO):
- Phai Lom (Thai: องค์การบริหารส่วนตำบลไผ่ล้อม)
- Phon Thong (Thai: องค์การบริหารส่วนตำบลโพนทอง)
- Nong Waeng (Thai: องค์การบริหารส่วนตำบลหนองแวง)
- Na Ngua (Thai: องค์การบริหารส่วนตำบลนางัว)
- Na Khe (Thai: องค์การบริหารส่วนตำบลนาเข)